# Ctenochira rhenana
Ctenochira rhenana là một loài tò vò trong họ Ichneumonidae.